# 서울특별시의 슬로건
서울특별시의 슬로건은 대한민국 서울특별시가 선정한 표어이다.

## HI Seoul (이명박 시장)
HI Seoul은 서울 시민들이 공모한 7,283건(외국인 110명)에 대하여 서울 마케팅 자문위원들의 1, 2차 심사 및 브랜드 전문업체, 시직원, 시출입기자단의 여론조사와 타당성 분석을 통해 선정되었다.

### 의미
서울특별시는 HI Seoul의 의미를 다음과 같이 소개하고 있다.
* Hi는 전 세계 사람들이 가장 많이 쓰는 영어 인사말로서 지구촌에 밝고 친근한 서울의 메시지를 전달하고 다양하고 활기찬 서울의 매력을 표현
- 시민들이 친근한 인사말로 서로 가까운 이웃임을 확인하고 지역, 계층간 화합을 통해 고향의식을 가질 수 있는 통합 의지를 표현
- High와 동음으로 대한민국의 수도를 뛰어넘어 지구촌시대의 세계 대도시간 경쟁에서 서울이 나아가야 할 비전을 제시
- 서울의 관광, 상품마케팅, 문화, 투자유치 등 특수목적에 이용할 수 있는 부제 슬로건과 어울려 활용될 수 있도록 대표 이미지 구현

### 형태와 색상
서울특별시는 HI Seoul의 그래픽에 대해 다음과 같이 소개하고 있다.
* 슬로건 그래픽은 Hi 의미와 일치되도록 밝고 활기찬 서체를 활용하여 남녀노소 누구에게나 쉽게 이해되고 사랑 받을 수 있는 친근한 스타일로 표현
- 정형성을 탈피한 자유스러운 서체로 다양하고 활기찬 서울의 모습을 형상화
- 색상은 한국을 대표하는 삼태극의 청, 적, 황 3색을 사용하여 강한 주목성과 임팩트를 시각적으로 표현

### 부제 슬로건
부제 슬로건은 주제 슬로건 HI Seoul과 함께 시 관련 행사 등에 사용하기 위해 서울특별시가 제정하였다. 선택된 슬로건으로는 We Are Friends, I Love Seoul, Dreams@Seoul 들이 있다.

## Hi Seoul SOUL OF ASIA (오세훈 시장)

Hi Seoul SOUL OF ASIA

민선 4기 서울특별시는 새로운 슬로건을 발표했다. 슬로건의 명칭은 Hi Seoul SOUL OF ASIA이다.  이 슬로건은 서울 시민들의 의견을 수렴한 뒤 서울시 브랜드 자문위원들의 1, 2차 심사 및 외국인 자문(FGI), 브랜드전문업체, 시직원의 여론조사와 분석을 통해 선정하였다. 서울특별시는 오세훈 1기 시정에는 "창의 시정", 오세훈 2기 시정에는 "디자인 서울"이라는 슬로건을 사용했다.

### 의미
서울특별시는 민선4기 슬로건의 의미를 다음과 같이 밝히고 있다.
* Soul은 사전적 의미로 “정신, 기백, 열정, 정수” 등 다양한 뜻으로 쓰이고 있으나, “혼”으로 핵심요소를 정하여 사용하고, 영어식 발음이 Seoul과 유사한 점에 착안하여 이미지 동일화.
- "SOUL OF ASIA"는 다양한 아시아의 문화를 포용하고 융합하여 서울 문화의 진수를 보여준다는 의미로 전통 위에 디지털 첨단문명이 어우러져 곧 세계의 중심으로 도약한다는 의미임.

### 형태와 색상
서울특별시는 민선4기 슬로건 그래픽의 의미를 다음과 같이 설명하고 있다.
* 동양의 인식체계에서 삼재(三才)에 해당되는 “천, 지, 인”사상과 더불어 오방색(五方色)에 기초한 적ㆍ청ㆍ황의 역동성, 생명력, 우주중심을 의미하고 또한, Hi Seoul의 3색과 조화를 이루도록 함.
- SOUL OF ASIA의 글자체를 고딕서체로 표현하고 Hi의 글자크기를 작게 하여 안정감을 주도록 함.
- 기존 Hi Seoul 자체에 쓰인 색채요소가 너무 많았음을 고려하여 색동바의 색상을 기존과 동일하게 단순화하고, Hi 글자크기를 작게 하여 안정감을 주도록 함.

## I.SEOUL.U (박원순 시장)

I.SEOUL.U

박원순의 서울특별시는 시민 공모를 통해 2011년 11월 11일부터 11월 17일까지 997편의 슬로건을 접수하였고, 이 중 인터넷 투표로 6개를 추려내었다. 그 중에서 시장, 시민, 전문가 등이 심사해 최종작으로 함께 만드는 서울, 함께 누리는 서울을 선정하였다. 서울특별시는 박원순 1기 시정에는 "희망 서울", 박원순 2기 시정에는 "함께 서울", 오세훈 3기 시정에는 "다시 뛰는 공정 도시 서울"이라는 슬로건을 사용했다.

### 논란
2015년 박원순은 I.SEOUL.U라는 새로운 서울시 슬로건을 제정한다. 이를 두고 서울 시민들은 '도대체 무슨 말인지 모르겠다, '국적 불명의 조어다', '이 무슨 콩글리쉬인가'라며 부정적인 반응을 보였다. 새정치 연합의 홍보전문가 손혜원은 '아이 서울 유'에 대해 "대한민국의 디자이너로서 솔직히 부끄럽다. 단어들을 억지스럽게 나열해 쉬운 단어인데도 무슨 뜻인지 헷갈리게 돼 있다"고 직격탄을 날리기도 했다.
한편 2002년부터 사용한 Hi.Seoul의 브랜드 가치가 294억에 달하고 세계적으로 이미지가 자리를 잡아가는데, 이를 바꾸는 것은 박원순의 '보여주기식' 전시행정이라는 비판도 있다. 새 브랜드 개발 비용과 선포식에만 12억의 예산이 들어갔고, 앞으로 서울시의 로고 교체비용으로 수십억의 예산이 낭비되어야 한다는 지적이 있다.

## 동행·매력 특별시 서울, Seoul, My Soul (오세훈 시장)

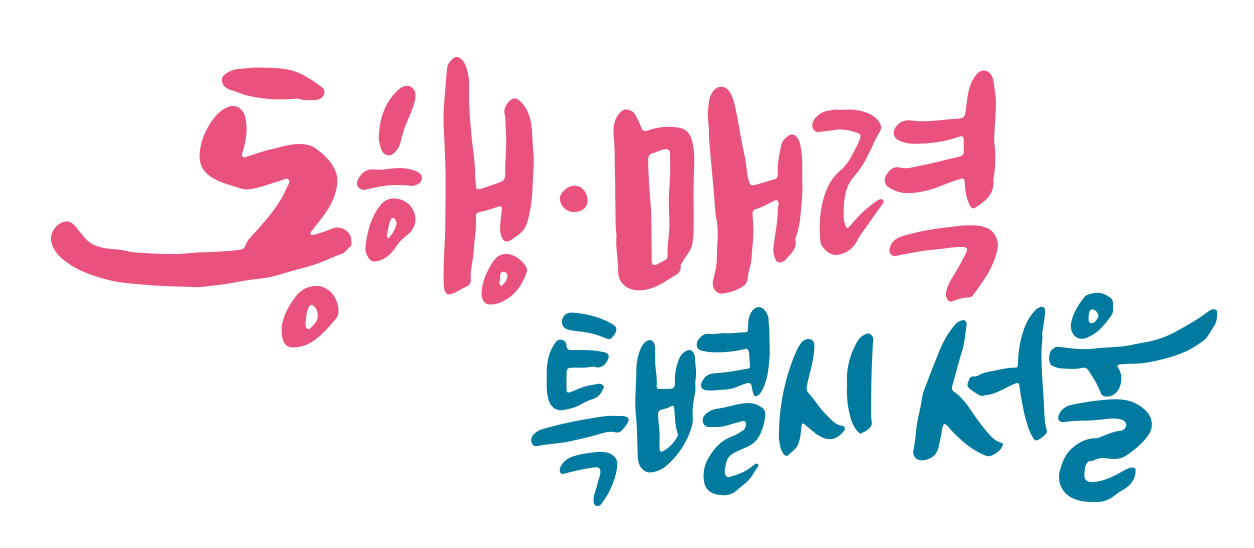
동행·매력 특별시 서울

오세훈의 서울특별시는 2022년에 출범한 민선 8기 슬로건을 "동행·매력 특별시 서울"로 선정했다. 이 슬로건은 약자와 동행하는 서울특별시의 따뜻함, 글로벌 매력을 발산하는 서울특별시의 세련미를 강조한 것이 특징이다.
서울특별시는 2022년 9월 16일에 I.SEOUL.U를 대체할 새 브랜드를 개발하겠다고 밝혔다. 2023년 8월 16일에는 서울의 새 브랜드인 "Seoul, My Soul"(서울, 마이 소울)이 공개되었다.

## 참고 문헌
- 본 문서에는 서울특별시에서 지식공유 프로젝트를 통해 퍼블릭 도메인으로 공개한 저작물을 기초로 작성된 내용이 포함되어 있습니다.